# Стокгольмская школа экономики
Стокго́льмская шко́ла эконо́мики (швед. Handelshögskolan i Stockholm, англ. Stockholm School of Economics) — специализированное высшее экономическое образовательное учреждение.

## История и деятельность
Школа основана в 1909 году Кнутом Агатоном Валленбергом.
Это старейший частный экономический университет Швеции. В настоящее время в школе обучается около 1800 студентов. Президентом школы на данный момент является Lars Strannegård. Среди выпускников школы: К. Эклунд, А. Бард, М. аф Угглас, Анна Кинберг Батра, Ян Карлзон и другие известные люди в Швеции и не только.
Школа является членом Европейского фонда развития менеджмента (EFMD) и аккредитована Европейской системой повышения качества образования (EQUIS). SSE также входит в Сообщество Европейских школ менеджмента (CEMS). 
Среди партнеров Стокгольмской школы экономики ведущие мультинациональные корпорации.
В 1993 году школа открыла отделение в Риге (Stockholm School of Economics in Riga); в 1997 году — в Санкт-Петербурге: Стокгольмскую школу экономики в России; ещё раньше, в 1992 году, под эгидой школы был открыт Европейский институт исследований Японии (The European Institute of Japanese Studies, EIJS) в Токио.
В структуру школы входит также Стокгольмский институт переходной экономики.

## Учебная программа

### Система оценивания знаний
Стокгольмская школа экономики использует 5-балльную шкалу, которая включает в себя следующие оценки: «отлично» (5,0), «очень хорошо» (4,0), «хорошо» (3,5), «удовлетворительно» (3,0) и «неудовлетворительно» (0,0). Средний балл (GPA) составляет от 3,0 до 5,0. Существует также возможность получить награду «Выдающиеся достижения», которая означает, что студент получил итоговую оценку «отлично» и что он впервые проходит курс. Лицо, ответственное за курс, имеет возможность наградить до 10% студентов за выдающиеся достижения. Награда не влияет на расчет среднего балла учащегося (GPA). Кроме того, награду Президентского списка получают 10% студентов с самым высоким средним баллом по программам бакалавриата, которые завершат обучение в срок, то есть не позднее трех лет после зачисления. Своевременное завершение обучения предполагает прохождение всех курсов в связи с периодом пересдачи экзаменов не позднее августа. 

## Президенты Стокгольмской школы экономики
- Carl Hallendorff, 1909—1929
- Martin Fehr, 1929—1936
- Ivar Högbom, 1936—1957
- Knut Rodhe, 1957—1963
- Gunnar Arpi, 1963—1968
- Knut Rodhe, 1968—1970
- Per-Jonas Eliaesson, 1970—1986
- Линдер, Стаффан 1986—1995
- Claes-Robert Julander, 1996—2000
- Leif Lindmark, 2000—2003
- Lars Bergman, 2004—2012
- Rolf Wolff, 2012—2013
- Karl-Olof Hammarkvist (Acting President), 2013-2014
- Lars Strannegård, 2014-now